# 巴甫洛夫斯卡亞區

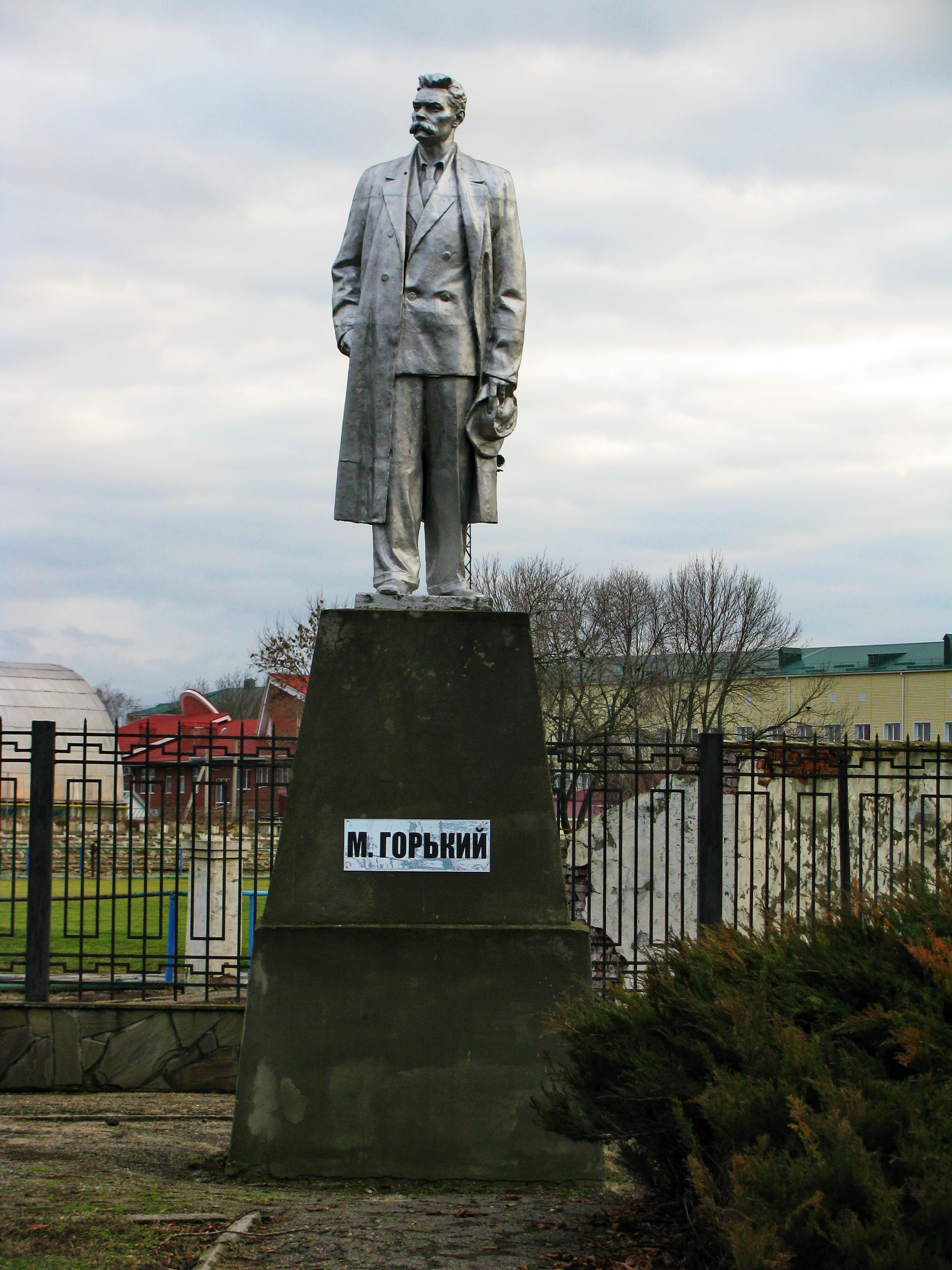

46°08′22″N 39°47′19″E / 46.13944°N 39.78861°E
巴甫洛夫斯卡亞區（俄语：Павловский район），是俄羅斯的一個區，位於該國西南部，由克拉斯諾達爾邊疆區負責管轄，面積1,788.8平方公里，2010年人口67,521，人口密度每平方公里37.75人。